# L'isola di niente
L'isola di niente fue el tercer álbum de estudio de la banda italiana de rock progresivo Premiata Forneria Marconi en 1974, posteriormente ese mismo año sería editada su versión estadounidense, The World Became the World.

## Lista de canciones
1. "L'isola di niente" (10:42)
2. "Is My Face On Straight" (6:38)
3. "La Luna Nuova" (6:21)
4. "Dolcissima Maria" (4:01)
5. "Via Lumiere" (7:21)

## Músicos
Premiata Forneria Marconi
- Franz Di Cioccio: batería, sintetizador Moog, voces.
- Franco Mussida: Guitarra acústica, guitarra eléctrica, guitarra de doce cuerdas, mandolina, voces.
- Mauro Pagani: flauta, violín, voces.
- Patrick Djivas: Bajo, voces.
- Flavio Premoli: Teclados, Melotrón, clave, piano, sintetizador Moog, voces.

- Participación del Coro Accademia Paolina di Milano en la pista L'isola di niente.

- Datos: Q1118309